# La Ferrière-Airoux
La Ferrière-Airoux település Franciaországban, Vienne megyében. Lakosainak száma 334 fő (2022. január 1.). La Ferrière-Airoux Brion, Champagné-Saint-Hilaire, Château-Garnier, Magné, Saint-Secondin és Sommières-du-Clain községekkel határos.

## Népesség
A település népességének változása:
| Lakosok száma | 339  | 327  | 337  | 321  | 324  | 328  | 331  | 331  | 334  |
|               | 2013 | 2015 | 2016 | 2017 | 2018 | 2019 | 2020 | 2021 | 2022 |